# Privilège de Buda
 (juin 2025).
Le privilège de Buda (également connu sous le nom de traité de Buda) constitue un ensemble de promesses et de concessions faites pour garantir que Louis Ier de Hongrie succéderait au trône polonais de son oncle Casimir III, permettant ainsi l'union de la Hongrie et de la Pologne.

## Contexte
En 1355, le second mariage du roi Piast Casimir III, avec Adélaïde de Hesse, était un échec. Ses seuls enfants légitimes, nés de son mariage avec Aldona de Lituanie, étaient ses deux filles, duchesse Élisabeth de Poméranie (en) et l'électrice Cunégonde de Brandebourg. Élisabeth et Cunégonde aspiraient toutes deux à la couronne ; la première au nom de son fils de quatre ans, Casimir, et la seconde au nom de son mari, l'électeur Louis II. D'autres candidats à la couronne existaient également : les Piasts survivants, les lointains agnats de Casimir III : le duc Vladislas de Gniewkowo et le duc Siemowit III de Mazovie. Cependant, le roi avait prévu que, s'il n'avait pas de fils légitimes, il serait remplacé soit par le fils de sa sœur Élisabeth, le roi Louis Ier de Hongrie, soit par son petit-fils, le duc Jean de Slavonie. L'arrangement fut confirmé par le traité de Vyšehrad en 1339 et consolidé plus clairement à Buda en 1355.

## Dispositions
Le privilège reconnaissait le droit de la szlachta d'élire le monarque polonais. Louis promit solennellement qu'il n'imposerait pas de nouveaux impôts à la noblesse et au clergé et qu'il n'exigerait aucun soutien financier pour sa cour lors de ses voyages en Pologne.
Malgré l'inclination ultérieure de Casimir III à désigner son petit-fils comme son héritier, Louis monta sur le trône de Pologne sans difficulté à la mort de son oncle en 1370. Il fut cependant bientôt contraint de faire de nouvelles concessions à la szlachta ; lui-même n'avait pas de fils et souhaitait assurer l'accession future d'une de ses filles en lui accordant le Privilège de Koszyce.